# Asheville
Asheville je město v okresu Buncombe County ve státě Severní Karolína ve Spojených státech amerických. Je 11. největším městem v Severní Karolíně a nejlidnatějším městem v oblasti západní Severní Karolíny. Nachází se severozápadně od města Charlotte a jihozápadně od města Winston-Salem. Leží v pohoří Blue Ridge Mountains v nadmořské výšce asi 650 m n. m. na soutoku řek Swannanoa a French Broad.
K roku 2020 zde žilo 94 589 obyvatel. S celkovou rozlohou 119 km² byla hustota zalidnění 803 obyvatel na km². V září 2024 město vážně poškodily rozsáhlé povodně. Leží v oblasti s vlhkým subtropickým podnebím. 